# If You Wait
If You Wait è l'album in studio di debutto del gruppo musicale britannico London Grammar, pubblicato il 6 settembre 2013 dalle etichette Metal & Dust e Ministry of Sound.

## Tracce
1. Hey Now – 3:27 (Hannah Reid, Daniel Rothman, Dot Major)
2. Stay Awake – 3:05 (Reid, Rotham, Major)
3. Shyer – 3:07 (Reid, Rotham, Major, Joel Pott)
4. Wasting My Young Years – 3:24 (Reid)
5. Sights – 4:13 (Reid, Rotham, Major)
6. Strong – 4:35 (Reid, Rotham, Major)
7. Nightcall – 4:30 (Vincent Belorgey, Guy-Manuel de Homem-Christo)
8. Metal & Dust – 3:28 (Reid, Rotham, Major)
9. Interlude (Live) – 4:04 (Reid)
10. Flickers – 4:45 (Reid, Rotham, Major)
11. If You Wait – 4:44 (Reid)

## Formazione
- London Grammar – produzione
- Tim Bran – programmazione aggiuntiva, produzione (tutte le tracce), tastiera aggiuntiva
- City of Prague Philharmonic Orchestra – strumenti a corda
- Tom Coyne – mastering
- Kevin 'KD' Davis – missaggio
- Manon Grandjean – ingegneria
- Markus Karlsson – direzione artistica
- Roy Kerr – programmazione aggiuntiva, produzione
- Will Malone – arrangiamento strumenti a corda
- Ben Siegal – ingegneria (tracce 3, 8, 10 e 11), voce aggiuntiva (traccia 11)

## Classifiche
| Classifica (2013) | Posizione massima |
| ----------------- | ----------------- |
| Australia         | 2                 |
| Austria           | 73                |
| Belgio (Fiandre)  | 7                 |
| Belgio (Vallonia) | 3                 |
| Francia           | 6                 |
| Germania          | 34                |
| Italia            | 93                |
| Norvegia          | 29                |
| Nuova Zelanda     | 13                |
| Regno Unito       | 2                 |
| Scozia            | 2                 |
| Svizzera          | 8                 |